# Puzzle Quest: Challenge of the Warlords
Puzzle Quest: Challenge of the Warlords é um jogo desenvolvido pela empresa Australiana Infinite Interactive e públicado pela D3 Publisher. O jogo combina elementos de puzzle com RPG. Utiliza o estilo de jogo Bejeweled para simular os combates e as atividades comuns em um RPG.
O jogo foi primeiramente lançado para o Nintendo DS e PSP no início de 2007, logo depois o jogo foi adptado para outros sistemas e outras continuações foram anunciadas. A versão para Xbox Live Arcade foi lançada em 10 de outubro de 2007. A versão do Wii foi lançada em 29 de novembro de 2007. A versão do Windows foi disponibilizada em 22 de outubro de 2007 e do PlayStation 2 em 13 de novembro de 2007, seguido pela versão para celulares, lançado no início de 2008.

## Jogabilidade
O jogador terá de desempenhar o papel de um dos personagens, cada um com características individuais. Durante o jogo é necessário executar várias tarefas associadas não apenas a linha da história principal, mas realizando outras missões, que faz com que os jogadores ganhem ouro ou itens.
O jogo acontece em um simples mapa com os principais pontos de localidades que estão associadas a uma ou várias outras localidades. Embora a localização dos inimigos podem não ser totalmente demonstradas,é preciso derrota-los para podermos avançar. De vez em quando aparecem na estrada opositores, que podem atacar.

## Popularidade
Puzzle Quest recebeu um grande número de bons comentários críticos de várias publicações.
- A versão para o Nintendo DS foi escolhido como um dos melhores do gênero pelos editores da IGN.[2]
- Puzzle Quest recebeu um prêmio da MTV Networks "GameTrailers na categoria" Melhor Puzzle / Game "de 2007.
- A revista on-line Next Generation colocou Puzzle Quest em 17º lugar na lista dos melhores jogos de 2007.
- No site de jogos GameSpy, a versão para o PlayStation Portable recebeu o "Editor's Choice Award".[3]